# Negeri Sindang
Negeri Sindang is een bestuurslaag in het regentschap Ogan Komering Ulu van de provincie Zuid-Sumatra, Indonesië. Negeri Sindang telt 2751 inwoners (volkstelling 2010).